# Umberto Montanari
Umberto Montanari – detto Mito – (Alessandria, 3 febbraio 1896 – Alessandria, 21 dicembre 1945) è stato un calciatore italiano, di ruolo attaccante.
È spesso citato da almanacchi e repertori statistici come Montanari I, per distinguerlo dal fratello Siro, anch'egli calciatore.

## Carriera
Inizia l'attività agonistica nel 1913, giocando come portiere nella Libertas, formazione minore alessandrina dedita all'attività giovanile.
Nel 1917 passa all'Alessandrina: è ala sinistra titolare nella formazione che, nel febbraio 1917, vince la Coppa Bossi. Viene riconfermato anche per il campionato di Prima Categoria 1919-1920, in cui colleziona un totale di 11 presenze e un gol tra campionato, gare di qualificazione e gare di spareggio; scende anche in campo, sempre come ala sinistra, nella squadra vittoriosa nel derby amichevole contro l'Alessandria, giocato il 22 gennaio 1920.
Dopo la fusione tra Alessandria e Alessandrina, rimane in forza ai grigi per il campionato di Prima Categoria 1920-1921, senza mai giocare in prima squadra. Nel 1921, insieme al fratello Siro, si trasferisce al Piacenza, squadra di Seconda Divisione nella quale disputa tre stagioni da titolare e una da riserva.